# Почайна (приток Днепра)
Поча́йна (укр. Почайна) — легендарная, практически исчезнувшая река в Киеве, правый приток Днепра, вытекала из Иорданского озера на Оболони. По другим источникам её исток был дальше на север — в болотцах за озером Редькино (другое название — оз. Министерское). Кроме того, бытует мнение, что она была старицей Днепра либо же его протокой (рукавом), ответвлявшейся от основного русла между Вышгородом и устьем Десны.
Впадала в Днепр ниже урочища Крещатик и одноимённого источника (современная Почтовая площадь) в районе нынешней колонны Магдебургского права, о чём на ней свидетельствует памятная табличка: «Здесь в 988 году в слиянии волн Днепра и Почайны Крестилась Русь».
Река наиболее известна как возможное место Крещения Руси князем Владимиром Святославичем в 988 году. В Почайну, согласно «Обычному житию св. Владимира» (начало XIV века), после крещения великий князь повелел сбросить идол языческого бога Волоса.
В верховье реки Почайны было раскопано древнее поселение, наибольшее по занимаемой площади и плотности застройки (25 тыс. м², 66 жилищ), уникальное по расположению жилищ (тремя вытянутыми овалами), непрерывно существовавшее на протяжении 8 веков: со II века до н. э. до сер. VI (VII) века нашей эры, в котором были представлены зарубинецкая, позднезарубинецкая, пражская археологические культуры.

## Название

### Происхождение
Почайна — одно из древнейших названий на территории современного Киева. Оно имеет раннее праславянское происхождение. Существует несколько не претендующих на окончательность вариантов этимологического анализа этого гидронима:
- Членение «поч-ай-на»:
  1. Корень *pot, семантика которого связана с водой (рус. пот).
  2. Неясный формант *-jajь.
  3. Более позднее добавление — восточнославянский элемент -на, образующий прилагательные.
- Членение «по-чай-на»:
  - связь со словами *pokojь, *počiti;
  - либо же *čajati («ждать»).

### В письменности и фольклоре
Впервые Почайна упоминается в «Повести временных лет». Согласно Лаврентьевской летописи, княгиня Ольга после своего визита в Константинополь саркастически предлагает посланцам византийского императора подождать ответных даров в Почайне (возможно, в гавани этой реки — Притыке) столько же времени, сколько она сама провела в Су́де (летописец по незнанию перенёс тогдашнее название пролива Босфор на бухту Золотой Рог):

Аще ты тако же постоиши у мене въ Почайнѣ, якоже азъ въ Суду, то тогда ти дамъ.— Лаврентьевская летопись
В последующих летописных списках, письменных источниках позднего средневековья и более поздних документах название реки могло варьироваться:

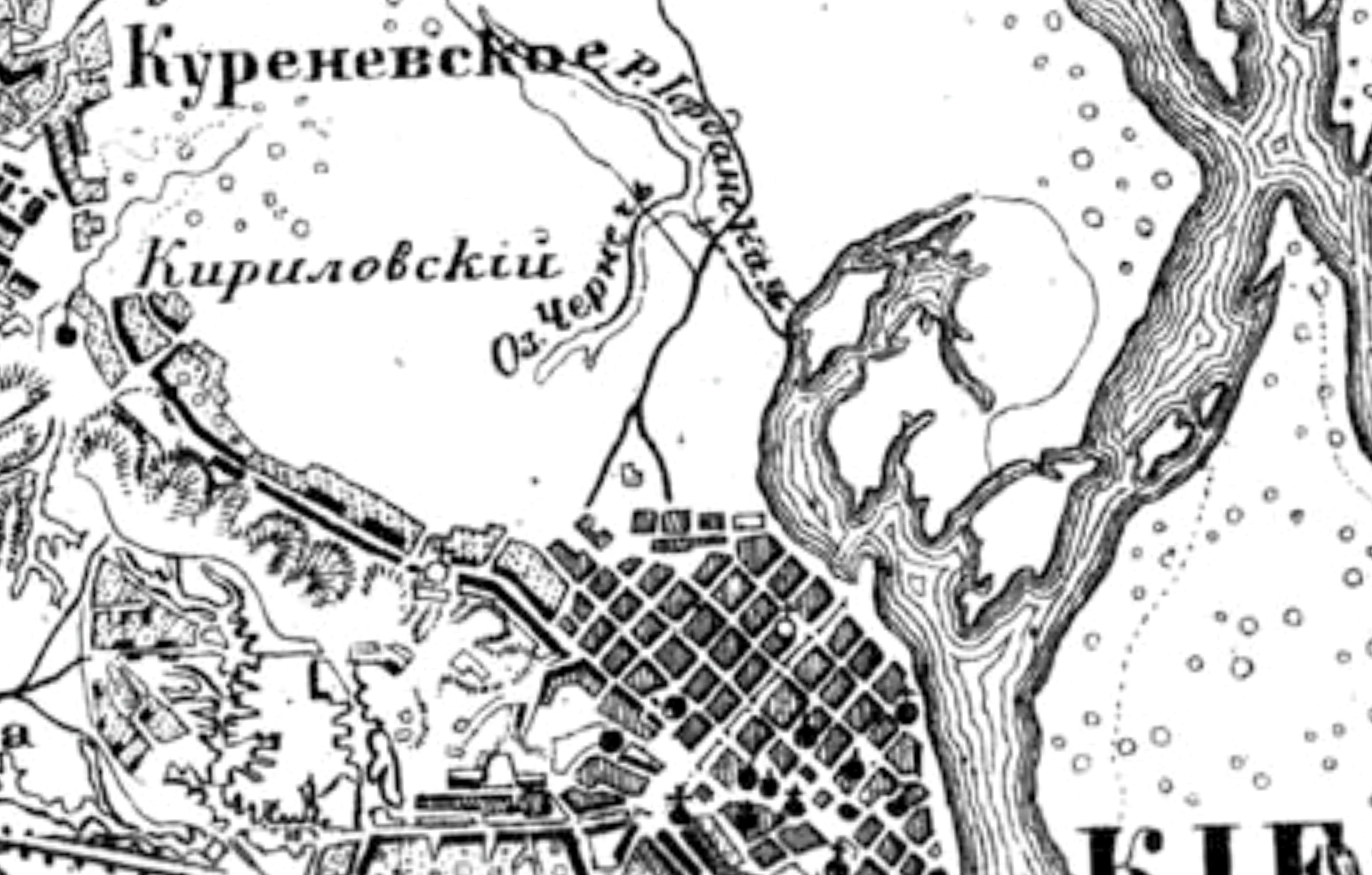
Почайна — река Иорданская и озеро Пичаня на карте 1890 г

- Лаврентьевская летопись[22] — Почаина, Почайна
- Львовская летопись[12] — Почайна, Почая
- Холмогорская летопись[13] — Почана
- Проложное житие св. Владимира[23] — Почана
- План Киева, составленный в 1695 г.[24] — Почана
- Киевский синопсис[25] — река Почайная
- Южно-русское житие св. Владимира[26] — река Почайная
- Описание Киевской губернии…[27] — Большая Почайна
- Карта «Київ з передмістями»[28] — Почайня
- Протокол действий межевой комиссии <…> 1713 года: «знову до Почайны речки пещаной»[29]
- Указатель к изданиям Временной комиссии…[30] — Пичаня
- Карта 1890 г.[31] — Пичаня, река Иорданская
- План гор. Киева и его окрестностей. Рукописный. Після 1918 р.[32] — Пичня
- План сенокосам, состоящим в границах города Киева… 1848 г.[33] — Пачаня

Многие исследователи истории Киева, в том числе один из основоположников научной историографии и археологии города М. Ф. Берлинский, отождествляли Почайну с гидронимом Ручай. Данное название упоминается в ПВЛ в связи с местонахождением древней церкви св. Ильи, а также в связи с низвержением Перуна во время Крещения Руси.

Яко приде, повелѣ кумиры испроврещи, овы осѣчи, а другія огневи придати; Перуна же повелѣ привязати коневи къ хвосту и влещи съ горы по Боричеву на Ручай, 12 мужа пристави тети жезльемъ. Се же не яко древу чюющю, но на поруганье бѣсу, иже прелщаше симъ образомъ человѣкы, да възмездье приіметь отъ человѣкъ. Велій еси, Господи, чюдная дѣла твоя! вчера чтимъ отъ человѣкъ, а днесь поругаемъ. Влекому же ему по Ручаю къ Днѣпру, плакухуся его невѣрніи людье, еще бо не бяху пріяли святаго крещенья; и превлекше, вринуша и въ Днѣпръ.— Лаврентьевская летопись

…В летописи ещё под 945 годом упоминается о церкви св. Илии, в которой во время Олега, при договоре с греками, крещеные россияне чинили присягу: А Христианскую Русь водиша ротъ в церковь св. Илїи яже есть надъ ручеемъ, конец постичи беседы въ козарехъ: се бо бе соборная церковь; стр. 45, Тат. книга II. стр. 35. Ручая в старом Киеве, по возвышению местоположения, никогда быть не могло; а речка Почайна иногда называлась ручаем, которая тогда протекала у Киево-Подола до самого Хрещатика, как видно из летописи стр. 82…— Берлинский М. Ф., Краткое описание Киева, 1820.

…По свидетельству той же летописи у Подола — на ручае стояла церковь св. Илии, в которой присягали крещеные киевляне при Игоре, заключая договор с греками, и ручай, по которому влекли в Днепр низверженного при Владимире Перуна, протекал против Боричева взвоза, то есть против рождественской и трехсвятительской церквей, из которых одна была началом, а другая концом Боричева взвоза. Без сомнения в обоих случаях в летописи идет речь о Почайне, так как никакой другой ручей здесь не известен ни в древнее, ни в новое время…— Лебединцев П. Г. Исторические заметки о Киеве. 1884.
Сторонники исторической школы фольклористики отождествляли Почайну со сказочной рекой Пуча́й (она же река Смородина, Огненная река, Почай-река, Почев-река).
В русской волшебной сказке и эпосе река Смородина отделяет мир живых от мира мёртвых и является неким аналогом древнегреческого Стикса; преградой, которую предстоит преодолеть человеку или его душе по пути на «тот свет». В Пучай-реке живёт Чудо-юдо, он же Змей Горыныч о трёх головах и двенадцати хвостах, с которым сражаются богатыри. Например, Добрыня Никитич, историческим прототипом которого является воевода Добрыня, дядя князя Владимира Святославовича, брат его матери Малуши, возглавлявший его дружину и потому участвовавший в низвержении языческих славянских идолов в Киеве во время Крещения Руси. По крайней мере, в Новгороде именно Добрыне князь Владимир, согласно Новгородским летописям, повеле крестити всехъ. Б. А. Рыбаков замечает, что русскую былину «Добрыня и Змей» нередко рассматривают, как победу христианства над язычеством, поскольку Добрыня побеждает Змия «шляпой земли греческой», а кроме того, первый раз Добрыня одолел Змея в Почайне, где в 988 году происходило крещение киевлян (сам автор такую аналогию с победой христианства отрицает).
Одним из поверженных идолов был «скотий бог» Волос, который в Южнорусском житии св. Владимира был назван вторым после Перуна в пантеоне богов, и которого, по мнению некоторых исследователей, славяне представляли в образе Змея.
Согласно «Обычному житию св. Владимира» (начало XIV века), после крещения великий князь повелел сбросить идол Волоса именно в Почайну.

…яко прїиде въ Кыѥвъ, идолы повеле испровреши, овы повеле изсечи. а другыя изжещи, а Волоса идола, его же именоваху яко бога (скотіа), повеле в Почаину реку веврещы…— Обычное житие св. Владимира, XVII век
В более позднем Южнорусском житии св. Владимира (XVII век), с идолом меньше церемонились, а сброшен он был, по мнению исследователя киевского топонимикона, профессора Ирины Железняк, в среднем течении Почайны — на заливных оболонских лугах, которые существовали вплоть до XX века.

…а волоса балвана (который был мянованыи быдлячии и лесныи богъ) казал в выход посполитыи вкинуть и внечистотях утопит.— Южнорусское житие св. Владимира XVII в. // Киевская старина. — 1889
Профессор Железняк считает, что память о Волосе и связанной с ним местности сохранилась в названии Волосовой улицы (современная Волошская) на киевском Подоле, существование которой относят ещё к XI—XIII векам.
Всё это дало повод позднейшим исследователям для поисков киевского капища Волоса. Чаще всего его искали на Подоле, на перекрёстке улиц Почайнинской и Ярославской, либо же на ул. Оболонской, 25, реже — на заливных лугах Оболони, но в любом случае — рядом с рекой Почайной, на её берегу.
Капище Волоса не обнаружено археологами по сей день. В 1968 году во время рытья котлована по ул. Оболонской (дом № 25) В. М. Даниленко был найден столб из морёного дуба длиной 154 см весом 50 кг с грубо обозначенным лицом, глазами, продолговатой шеей и короткими ногами. Автор находки гипотетически определил его как языческого идола древнерусских времен. Архитектор Олесь Силин утверждал, что на Оболони «был найден языческий храм-капище со священным дубом со вставленными в него клыками диких кабанов-секачей, а также каменная глыба с изображением Волоса».

## Летописные времена
Киевский краевед XIX века Николай Закревский, ссылаясь на летописи, писал, что Почайна для древнего Киева значила больше, чем Днепр, поскольку протекала рядом со Старокиевской горой, омывая Подол:

…Против Боричева в старину был чрез Почаину и Днепр перевоз, называемые Киевым; почему некоторые почитали Кия перевощиком; но сам Нестор, опровергая это мнение, пишет, что муж сей начальствовал в роде своём, отличался умом, знаниями и искусством. Поляне и Горяне добровольно повиновались ему, тёмные окрестные леса доставляли важную добычу в звериной ловле и он, как сказывают, ходил в Константинополь и был с честью принят царём греческим…
…Мы представим в совокупности все, что летописец упоминает о нашей древней столице: Тогда вода реки Почаины — пишет Св. Нестор. — протекала близ самой горы Киевской, то есть, у подошвы Стараго Киева, который в древности назывался просто Горою и был наиболее обитаем. Киево-Подол в этом столетии был ещё ненаселён. Покрытый топями и лесом он представлял пустыню; в которой однакож, как бы украдкой, между деревьями находилась церковь Св. Ильи (упоминается ещё в договоре князя Игоря с греками), выстроенная на берегу ручья Почаины близ слободы Козарской; гораздо далее на Оболони стояло капище бога Волоса…

…Главная дорога в город называлась Боричев въезд и круто подымалась от Почаины на гору мимо крепостного вала, в котором с западной стороны были единственныя врата, а пред ними мост. Первоначальная крепость, по тогдашнему град Киев, составлявшая долгое время акрополис Киевский, заключала в себе очень небольшое пространство; не более 130 сажень в длину и столько же в ширину. Здесь над Боричевым въездом находился храм верховного бога Перуна, а близ него дворец князей киевских и несколько домов вельмож.— Закревский Н. В. Описание Киева. — 1868.

### Устье

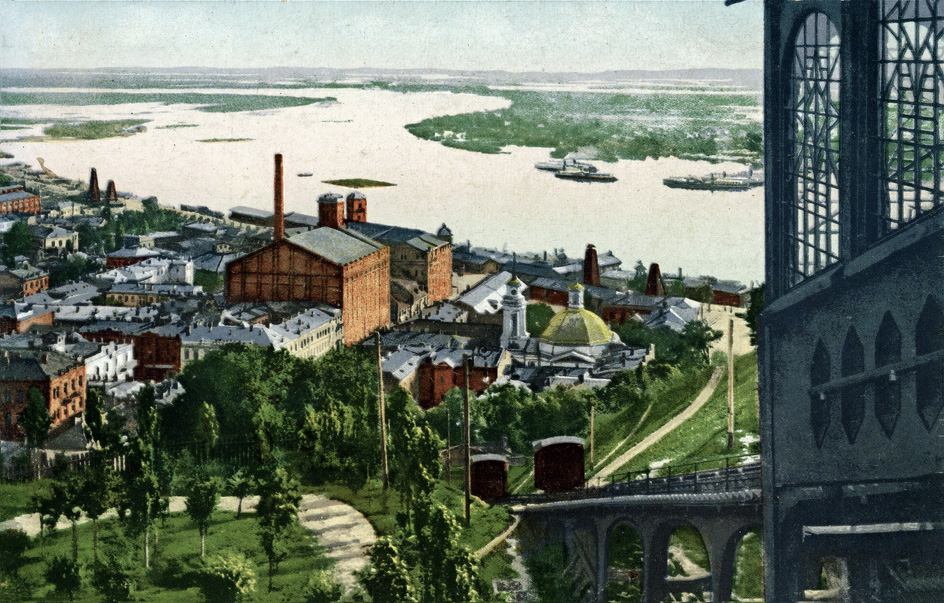
Открытка конца XIX — начала XX вв. Видно островки напротив Подола, — возможно, остатки косы

Место впадения в Днепр находилось ниже Крещатика. Разные исследователи Киева отмечали его примерно одинаково. Берлинский писал, что ранее Почайна соединялась с Днепром где-то «за Государевым садом и Хрещатицким урочищем». Закревский отмечал, что в 1814 году устье было «против кузниц, стоящих на днепровском берегу ниже рождественской церкви». Историк и церковный деятель Петр Лебединцев в своих «Исторических заметках о Киеве», ссылаясь на план г. Киева от 1693 г., хранящийся в то время в Московском главном архиве Министерства иностранных дел, писал, что Почайна с Днепром сходились «несколько ниже Крещатицкого источника». То есть там, где сейчас протекает только Днепр, — в районе памятника Магдебургскому праву (нижнего памятника св. Владимира).

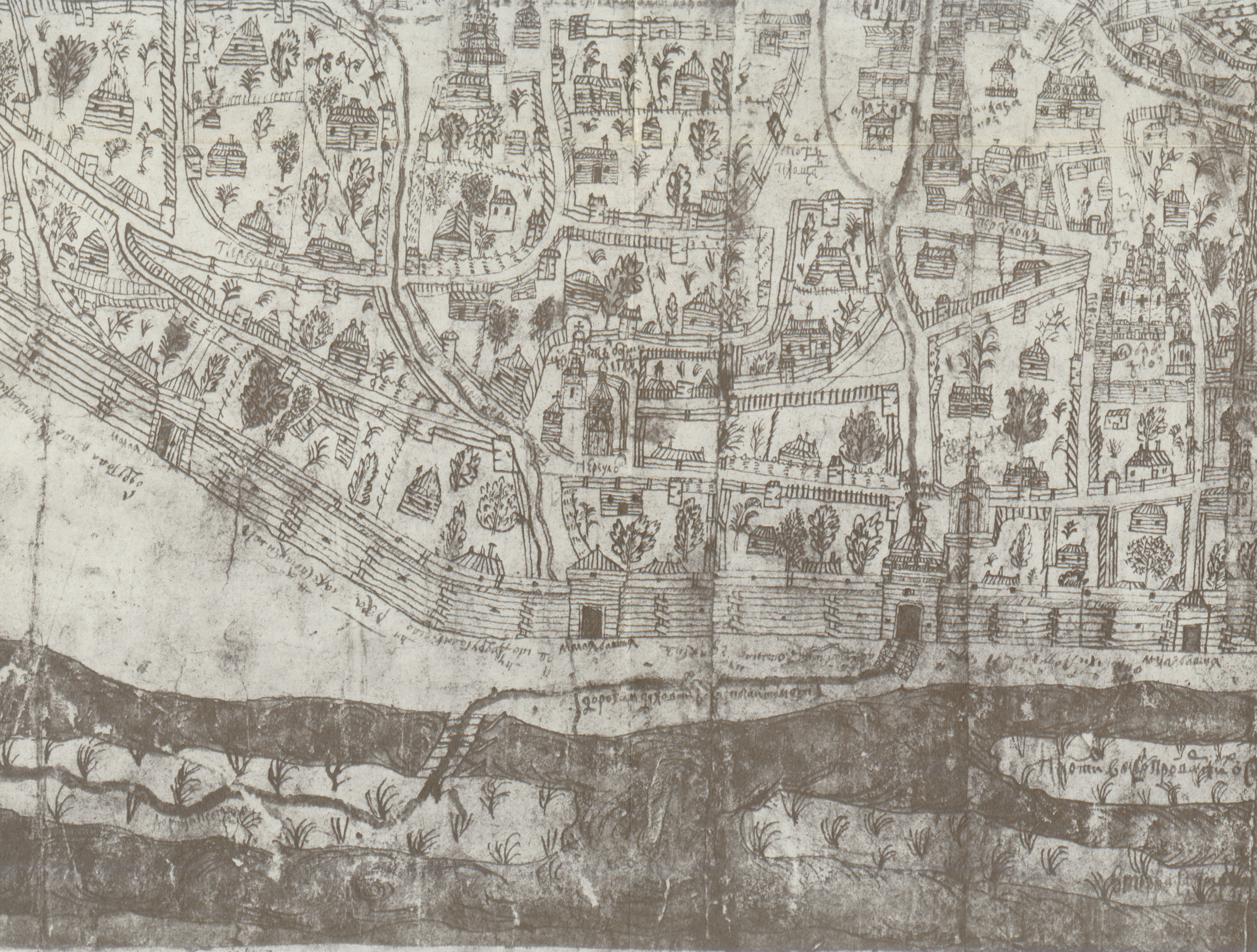
Мост через Почайну на песчаную косу в районе современной Почтовой площади. Фрагмент карты-плана Киева (1695), составленной подполковником Ушаковым по распоряжению Петра I

Почайна протекала рядом с Киевом параллельно Днепру, который был дальше от города и отделялся от Почайны песчаной косой. Лебединцев писал, что коса эта «начиналась напротив Борисоглебской улицы и оканчивалась ниже Крещатицкого источника», где реки соединялись. По его словам, «в конце Борисоглебской улицы, напротив стоявшей здесь Духовской церкви, был перекинут мост с набережной через Почаину на косу, а путь с косы против Рождественской церкви сворачивал на другой мост, устроенный с косы через Днепр к противоположному черниговскому берегу».
Подтверждение сказанному есть на карте подполковника Ушакова от 1695 года, составленной по приказу Петра I. На карте обозначена не только песчаная коса, отделяющая Почану (именно так подписана река) от Днепра, но и упомянутые Лебединцевым мосты.
В XVIII—XIX веке, судя по словам Максима Берлинского, коса между Днепром и Почайной стала короче и уже. Николай Закревский, ссылаясь на данные киевских старожилов, описывает, что начиналась она ниже Рождественской церкви, в длину составляла около 60 сажень (128 м), в ширину — 7 сажень (15 м), от Подола же отстояла на 40 сажень (85 м). Получается, что в XIX веке ширина русла Почайны ближе к её устью составляла целых 85 метров.
Коса уменьшилась в размерах в связи со строительством в 1712 году судоходного канала между Почайной и Днепром. Это был первый известный нам и самый значительный пример вмешательства в русло Почайны. Канал должен был облегчить прохождение судов, приходящих с Днепра, в верховье реки.

Из предписаний Киевской губернской канцелярии, предлагаемых Киевскому магистрату около 1710 и 1718 годов, видно, что во время тогдашней Турецкой войны приходившие из реки Десны от Брянска барки с казёнными припасами заводились на зимовье для предохранения от льдин в верх оной Почайны и причаливались к деревянным клетям, сделанным для укрепления берегов, отчего место оное называется и поныне Притыкой. Для сокращения пути в объезде оной земляной косы прокопан был при повороте Днепра прямо к Притыке канал, куда скоро все течение реки устремилось, и повремени Днепр, так сказать, поглотил сию Почайну, срезав слабую земляную бывшую между ними преграду. С тех пор Днепр стал протекать у самого Подола и беспрестанным отмыванием берегов весьма приметно умалил сию часть города: считают около 300 домов убылых. Затем след Почайны остался только в её вершине, а бывшее устье ограничивается ещё островком, оставшимся против Хрещатицкого оврага.— Берлинский М. Ф.
Пётр Лебединцев вспоминал, что песчаная коса была снесена Днепром во время его разлива в 1829 году. После чего лишь малые островки посреди его течения напоминали о том, что когда-то тут была коса и устье реки Почайны.
Другие источники говорят, что окончательно она исчезла на десять-двадцать лет позже, после того, как в конце 1840-х годов начались масштабные работы по регулированию гидрорежима Днепра в пределах Киева, и его основное течение было перенаправлено к правому берегу, в числе прочего, посредством сооружения дамбы, отделяющей Десну от Чертороя.

### Пристань Притыка
Пристань на Почайне стала широко известна благодаря Максиму Берлинскому, в своём «Кратком описании г. Киева» связавшему слова княгини Ольги о Почайне с Притыкой, указанной в предписании Киевской губернской канцелярии.
Сейчас местом расположения древней гавани принято считать район бывшего устья Почайны, то есть несколько ниже современной Почтовой площади. Впрочем, однозначного мнения на этот счёт нет, и споры ведутся уже не первый век.
Пётр Лебединцев писал, что «у Рождественской церкви устье её (Почайны) представляло собою как бы залив Днепра, весьма удобный для судоходной пристани». Иначе говоря, Притыка находилась в устье. Другие историки замечали, что по другим свидетельствам (в том числе по вышеуказанной книге Берлинского), Притыка должна была располагаться где-то «в верху оной Почайны». Однако район Почтовой площади и устье Почайны — это, безусловно, не верхняя, а нижняя часть русла.

…Гаванью для судов, прибывающих к Киеву, была сама р. Почайна, довольно для этого глубокая, а не устье её. Как об этом прямо говорит летопись, влагая в уста св. Ольги следующие слова: Ольга рече къ послам (греческім): «аще ты, ръци, такоже постоиши у мене в Почаине, якоже ась в Суду, то тогда ти вдам». Древлянские послы, вошедшие на ладьях в Почайну, могли остановиться в ней и против нынешнего Андреевского спуска…
— Петров Н. И. Историко топографические очерки древнего Киева. — 1897. — С. 104.
Действительно, по многим историческим свидетельствам, Почайна была достаточно глубокой рекой, ведь даже в XVII веке она уносила много жизней.

Того ж року [1658], августа 22-г, поднесли Виговскиі руку на царя. Приходил Даниилъ Выговскиї з татарами под Кіевъ, сталъ на Николкои горѣ, а киевскии полкъ козацкии на Шковицы. Але его воеводы киевскиї и царскиї Василеи Борисовичъ Шереметов, князь Юрьи Борятинскои и Иван Чаадаев розбили, сам ледве Выговскиї утеклъ чалномъ в однои сукни. Много козаков, утекаючи, вь Днепрь и в Почаинѣ потонуло.
— Софонович Феодосий. Кроиника з летописцов стародавних (XVII век, лист 95)
В пользу версии Петрова о том, что Почайна сама была гаванью, может служить и описка (?) на карте Киева «План Положение местамъ вокругъ Киева с показаниемъ ближные ситуации» 1753 года, созданной под руководством Данила Дебоскета, где Почайна подписана как «река Притыка».
Кстати, сам Максим Берлинский в книге «Краткое описание Киева» упоминает название Притыка ещё раз — в приложении «Показание теперешних мест на плане города Киева». Согласно этому приложению, город разделён на 4 района: I часть города — это основные достопримечательности «в Киевопечерской крепости» и «вне крепости», II часть города — «старый Киев», III часть города — «Киевоподол», а IV часть города — это земли, находящиеся за каналом Глубочицы. В этой последней части города под № 126 и значится «сторона Притыка, подверженная разорению от реки Днепра».
Максим Берлинский вспоминал о Притыке и в своём труде «История города Киева от основания его до настоящего времени», который не был издан при его жизни, но чей цензорский экземпляр уже в 1970 году был обнаружен киевской исследовательницей Лидией Пономаренко в библиотеке им. Салтыкова-Щедрина в Ленинграде. В ней он описывал месторасположение урочища Притыка «по левую сторону канала (Глубочицы) на северной стороне Подола».

Северный угол Киевоподола по левую же сторону канала составляет приход церкви Введения пресвятой Богородицы, населённый большею частию рыбаками; местоположение имеет низкое и подверженное отчасти весеннему при разлитии реки наводнению, а от стороны упорного Днепра на урочище, называемом Притыкою, разорению. Повествуют, что на месте настоящей деревянной церкви существовало в древности языческое капище скотского божка Волоса, со времени же просияния християнской веры, на месте том построена церковь с. великомученика Власия. При всем том улица, идущая от Воскресенской церкви мимо сию на загороднюю Оболонь, до поздних времен ещё называлась Быдлогонною понеже оною к помянутому капищу пригоняли скотину.
— Берлинський М. Ф. Історія міста Києва. – Київ: Наукова думка, 1991. — 320 с.
На карте 1695 года (плане подполковника Ушакова) в описанном месте средней части Почайны имеется водный «аппендикс», соединённый с Почаной и Днепром, напротив которого нарисован корабль, плывущий со стороны Почаны по Днепру. Судя по ней, древняя гавань Притыка могла находиться в районе нынешней Киевской гавани как это, кстати, и предполагал известный киевский инженер и исследователь «Днепра и его бассейна» М. И. Максимович.

## Исток реки и «хождение на Иордан»
Многие историки XIX века, ссылаясь на старинные документы, истоком Почайны называли озеро Иорданское (и соединённое с ним Кирилловское). Наиболее подробное описание истока содержится в Румянцевской описи документов киевской сотни («Выпись зъ книгъ головнихъ трибунальскихъ воеводства Киевскаго», 1763 г.), выдержки из которой были опубликованы в журнале «Киевская старина»:

Территория, на которой выстроилось село, так же, как и окрестные земли, по-видимому с незапамятных времен принадлежали Кирилловскому монастырю. Ещё в 1530 году по повелению князя Владимира Юрьевича Доброницкого Гольшанского, «справцы воеводства кіевскаго», Себастьян Яблонский «маршалокъ воеводы кіевскаго князя Януша Юрьевича Гольшанскаго», Иван Вялкович, наместник киевский и «Василей Панковичъ, земянинъ повѣту киевскаго», обвели и обозначили гранями эту территорию, завладеть которою пытались тогда и Лавра, и некоторые отдельные лица. Граница эта по их указанию, шла по р. Сырцу, потом «чрезъ лозу промежъ Борковъ, ручаемъ у озеро Долгое, з давнихъ часовъ називаемое езеро Кирилское, которое озеро прилегло концемъ ку Почайне речце, гдѣ и другая речка, Кривая Почайна, зишлась, с той речки Почайни у озеро Ерданское, изъ того озера смуговиною долиною, називаемою Турецъ, а зъ Турца черезъ Болоне просто к валку старожитному, тимъ валкомъ у Юрковъ ставокъ». Все, лежавшее внутри этих границ, «въ одномъ обрубѣ», было признано собственностью церкви св. Кирилла.— Киев в 1766 году // Киевская старина. — 1888. — январь-март.

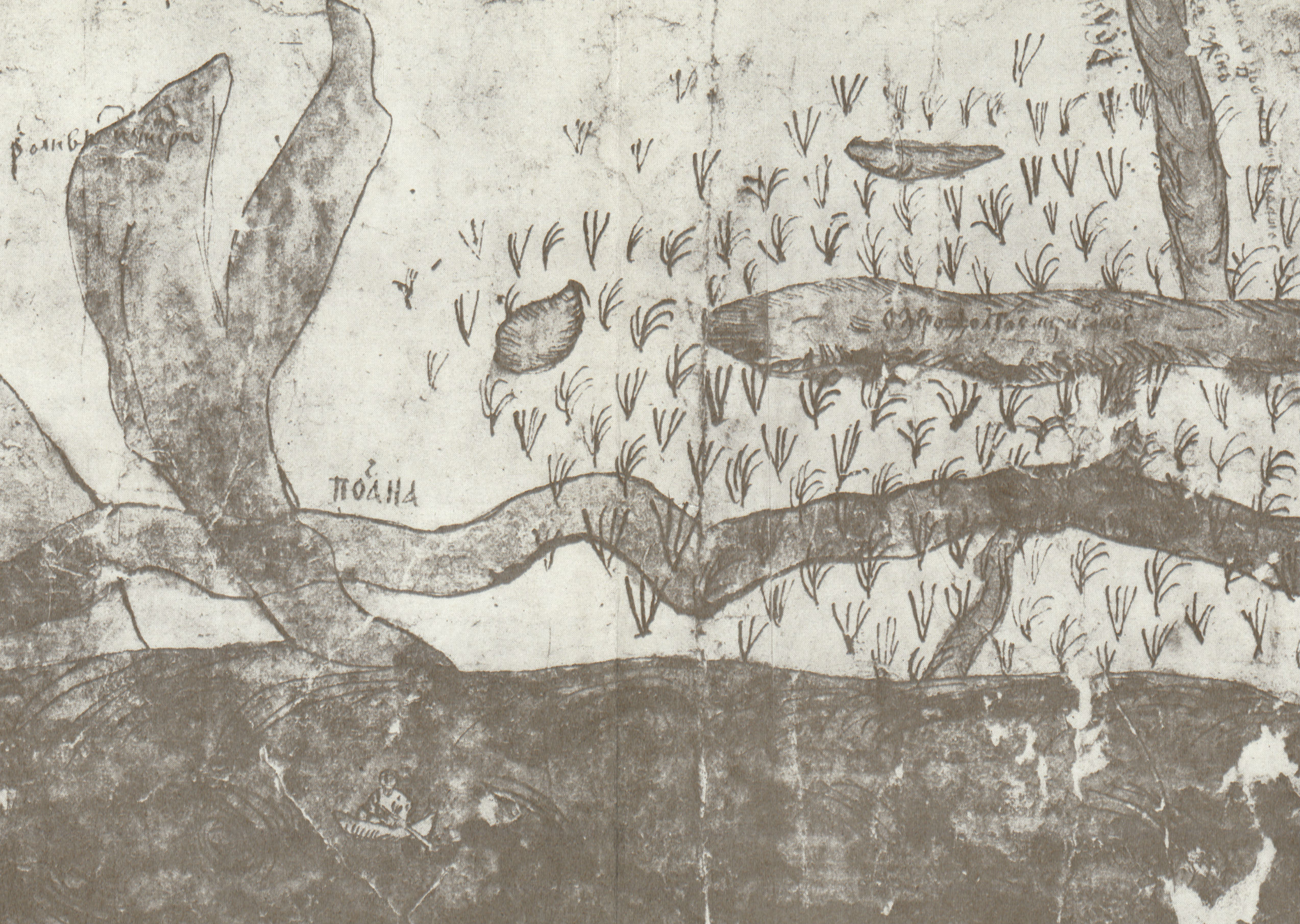
Фрагмент карты-плана города Киева (1695), составленной подполковником Ушаковым по распоряжению Петра I. Река Почайна соединена с озером Долгим, в которое впадает река Сырец

Это описание совпадает с данными карты-плана подполковника Ушакова, на котором в большое озеро Долгое (Кирилловское) впадает река Сырец, а вытекает река «Почана». На этой карте отмечено пять озёр, из которых подписано два: «Долгое Кирилловское» и «Малое Кирилловское». Остальные не названы, но их идентифицируют по месту впадения реки Сырец. Например, Пётр Розвадовский (Развидовский), в XVII веке бывший генеральным проповедником в киевском доминиканском конвенте, писал в своих записках 1634 года, что озёра Иорданское, Клашторное и Кирилловское смыкаются друг с другом и являются местом впадения Сырца, который, впадая в них, несёт свои воды в Днепр (как и показано на карте Ушакова). В результате в XIX веке на озеро Иорданское, как на признанный исток реки Почайна, посчитал честью сослаться чуть ли ни каждый исследователь киевской старины.
Инспектор института благородных девиц М. М. Захарченко, описывая земли рядом с Иорданской церковью (изначально носившей имя св. великомученика Димитрия Мироточивого), пишет, что вся эта местность получила название Иорданской, видимо, в связи с легендой о ковше, забытом местным паломником на Иордане в Иерусалиме и найденном в этих местах, когда он зачерпнул воды в церковном колодце или же озере-речке. В результате, например, Иорданской называлась улица, на перекрёстке которой с Кирилловской улицей находилась упомянутая церковь и «Иорданским называлось озеро, лежащее за Оболонью, из которого вытекает Почайна».
Н. И. Петров традицию «иорданских» названий на Болоньи объясняет иначе. По его словам, легендарная древняя церковь св. Николая Иорданского, которая ещё даже в XVII веке «стояла под Лысою горою на Иорданском потоке», получила своё название благодаря не ковшу из Иерусалима, а истоку Почайны — озеру Иорданскому, в котором с давних пор духовенство проводило Великое освящение воды в праздник Крещения (Богоявления) 6 (19) января, совершая к озеру торжественный крестный ход, известный под названием «хода на Иордан».

…Она (церковь св. Николая) названа Иорданскою по Иорданскому озеру, на которое в старину местное духовенство ходило «на Иордан», то есть для водосвятия 6 января.— Петров Н. И. Историко-топографические очерки древнего Киева. — 1897. — С. 39.
«Ход на Иордан» как традиция торжественного всеобщего Водокрещения мог возникнуть после XII века, поскольку первое время после Крещения Руси водокрещение проводилось только для новообращённых христиан. Поэтому, если духовенство «ходило на Иордан в старину» ещё до этого, то для крещения тех, кто принимал христианство.
Традиционное Водокрещение в озере — факт, подтверждающий его историческую значимость. Обряды, связанные со святой водой, включая купание в крещенской проруби, по сей день одни из самых почитаемых в народе, а места, где регулярно проводится таинство, считаются сакральными. С древнейших времён православная церковь считает освящённую иорданскую воду великой святыней и приписывает ей чудодейственную силу для души и тела. Вода, освящённая в чине великого освящения, называется Великая агиасма (святыня). Её разрешается пить только после особой молитвы и натощак, и она хранит свои свойства практически год.

## Место Крещения Руси
Крещение жителей древнего Киева во время принятия христианства в 988 году отражено в Повести временных лет, которая сейчас существует в нескольких вариантах с разночтениями. Одно из них касается места крещения киевлян.
- В Лаврентьевской летописи — это Днепр

…Посем же Володимиръ посла по всему граду, глаголя: «аще не обрящется кто реце…»
Наутрія же изиде Володимеръ съ попы царицины и съ Корсуньскыми на Дънепръ, и снидеся безъ числа людій…— Повесть временных лет Лаврентьевская и Троицкая летописи. X // ПСРЛ. — СПб., 1846. — Bd. I. — С. 74.
- В Холмогорской летописи — это Почайна

…Посем же князь великий Владимер посла по всему граду, глаголя: «Поидите на реку Почайну креститеся. Аще кто не идет креститеся…» Наутрии же князь великий Владимер с попы на реку Почаю снидеся без числа людей— Повесть временных лет// Холмогорская летопись, ПСРЛ. — Л. : Наука, Ленинградское отделение, 1977. — Т. XXXIII. Холмогорская летопись. Двинский летописец. — С. 28.
- Во Львовской летописи — это Почая

…Посемъ князь велики Владимеръ по всему граду, глаголя сице: «поидите на реку Почаю креститися, аще ли кто не поидеть креститися…» Наутріе же князь великій Владимеръ съ попы царициными и съ Корсунскими на реку Почаю сниде, безъ числа люди…— Львовская летопись. IV // Полное собрание русских летописей, изданное по высочайшему повелению императорскою Археографическою комиссиею. — СПб., 1910—1914. — Т. XX. — Ч. I—II. — С. 80.
Версия о крещении в Днепре сейчас считается общепризнанной, хотя ещё недавно в школьных учебниках как место Крещения Руси фигурировала и Почайна. Основной аргумент в пользу крещения в Днепре — указание его в Лаврентьевской летописи, которая считается старейшей из доступных.
Впрочем Август Людвиг Шлёцер, российский и германский историк XIX века, который первым занялся анализом летописей, замечал, что каждой из них в отдельности верить сложно, слишком много искажений и дописок, обусловленных безграмотностью переписчиков или чьими-то интересами, поэтому истину можно выяснить, только если сравнить все имеющиеся сотни летописных списков.
Спустя век Алексей Шахматов писал:

…В самом рассказе Нач. свода (Лаврентьевская летопись) о крещении киевлян обнаруживаются как будто два источника. Так, Начальный свод говорит о крещении киевлян в Днепре, между тем Корсунская легенда, судя по обычному житию Владимира, указывала на Почайну, как на место крещения; далее в конце повторено два раза о поставлении Владимиром церквей: «И се рекъ, повеле рубити церкви и поставляти по местомъ, идеже стояху кумиры» и т. д.; а ниже: «и нача ставити по градомъ церкви и попы и людье на крещенье приводити по всемъ градомъ и селомъ». Возникает вопрос, не слиты ли в описании крещения киевлян два рассказа — рассказ Древн. свода (где был, следовательно, назван Днепр) и рассказ Корсунской легенды (из неё взята, напр., первая из обеих фраз, где сообщено о поставлении Владимиром церквей)…— Шахматов А. А. Разыскания о русских летописях, 1908.
Поэтому в пользу приверженцев версии о крещении киевлян в Почайне может свидетельствовать упоминание этого факта не только в упомянутых летописях, но и иных древних документах:
- Проложном житии св. Владимира

…и снидоша на почаноу рекоу все множьство моуж и женъ.— Проложное житие св. Владимира // Чтения в Историческом обществе Нестора Летописца. — Кн. 2, отд. II. — 1888.
- Южно-русском житии св. Владимира

…шли все часу назначоного на реку Почайную…— Южнорусское житие св. Владимира // Чтения в Историческом обществе Нестора Летописца. — Кн. 2, отд. II. — 1888.
- Обычном житии св. Владимира

…И заповеда князь Владимеръ по всему граду, и положи, до утра да вси обрящутсяна реце на Почаине, богат ли, или убог, или нищ, или работень. Се же людие сіа слышавше, с радостію течаху, глаголюще: аще бы не добро се было, не бы князь и боляр сіе прияли. И наутрія же изыде Владимеръ с попы царицины и корсуньскыми на реку на Почаину, и снідеся безчисленъ народъ, и влезоша в воду и стояху в реце, овы до шеи, а другия до перси, а младенцы от берега не дальче стояху (единственное полное окончание данной фразы. — Авт.), а иніи младенцы в руках дрожаще, апопы по брегу стояще молитвы творяху (вставки о дьяволе нет. — Авт.). И бысть радость велика въ граде томъ. И крестившымся людемъ изыдоша каждо в домы своя.— Обычное житие св. Владимира // Чтения в Историческом обществе Нестора Летописца. — Кн. 2, отд. II. — 1888.
- Киевском синопсисе

…аще кто не будетъ установленна времени на реце Почайной, … той будет Господу Іісусу Христу и мне противенъ.— Киевский синопсис или краткое собрание от различных летописцев о начале славенороссийского народа и первоначальных князей богоспасаемого града Киева. — Киев, 1836. — С. 69.
Крещение киевлян в Почайне упоминается в работах историков прошлого, например:
- Феодосия Софоновича (XVII век)

…и всем людем на Почаину реку казал заитися, где тепер црквъ свтых мученикъ Бориса и Глеба, и крестити.— Софонович Ф. Хроніка з літописців стародавніх. — Київ, Наукова думка, 1992. — С. 68.
- Николая Закревского

…Воодушевленный новою религиею и горя желанием сделать всех подданных своих участниками благодати Христовой, он спешил в Киев. Великому торжеству предшествовало истребление кумиров, кои были изрублены или сожжены. Перуна, привязав к конскому хвосту, влекли по Боричеву, били тростьми и свергнули в Почаину.
В присутствии Греческого священства (о митрополите Нестор, вопреки новейшим, ничего не говорит), совершено крещение народа в Почаине. — На том месте, где стоял Перун, заложил церковь Св. Василия (имя, принятое им при крещении). Там, где пострадали первые мученики за Христианство, заложил Владимир каменную церковь в честь Успения Богородицы (989 г.), известную в наших летописях под именем Десятинной.
— Закревский Н. В. Описание Киева. — 1868.
Писали о крещении киевлян в Почайне и иностранные исследователи истории, в том числе историк и преподаватель Daniel Ernst Wagner, который в своём труде «Geschichte des russischen» (1810), описывал, что Владимир повелел прийти народу креститься на Почайну, иначе он от него отвернётся.
По словам Максима Берлинского, в случае крещения в половодье вопрос о конкретной реке вообще отпадал:

…В начале ещё 10 столетия составляла она (Почайна) глубокую речку, протекавшую у самого Подола, отделяясь от Днепра длинною узкою косою, и с Днепром возле Крещатика соединялась. Во время весеннего наводнения совершенно сливалась с Днепром. Почему, ежели крещение народа при св. Владимире происходило в полную воду, то все равно на Почайне ли или на Днепре оное совершалось. Почему и не удивительно, что в разных летописях иногда Почайна, а иногда Днепр упоминается.— Берлинский М. Ф. Краткое описание Киева. — 1820.

## Археологические исследования и находки на берегах
Берега Почайны и Оболонь, на которой находилось верховье реки, не один век привлекали археологов. В 1876 году на эти земли обратил внимание Владимир Антонович, глава киевской школы украинских историков, после того, как к нему попал найденный на Оболони клад из почти 200 бронзовых римских монет второй половины III — первой половины IV столетия. По мнению Антоновича, подобная находка могла свидетельствовать о существовании на заливных лугах Оболони древнего поселения, жители которого осуществляли обменные связи с античными городами Южного Причерноморья.
Кстати, «матерью городов русских» Владимир Антонович назвал именно Оболонь, на которой находилось это древнейшее поселение.

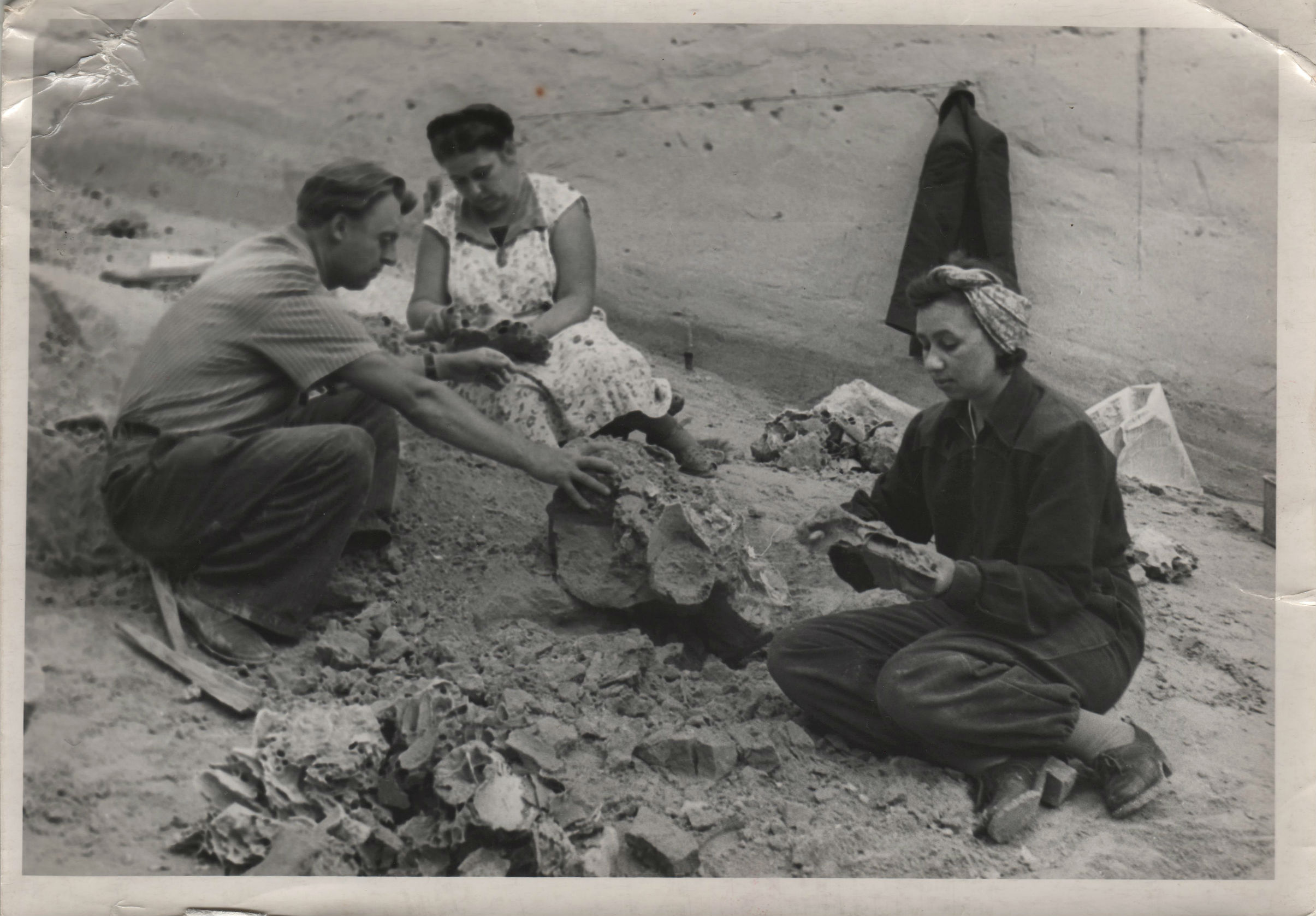
Археологи Шовкоплясы: Иван Гаврилович и Анна Михайловна (рядом) на раскопках

 В последующие года многие именитые археологи исследовали предместья Киева и притоки Днепра, в том числе Почайну. Так, в 1914 году разведку на её берегах проводил известный археолог и инженер Эртель Александр Дмитриевич. В 20-х годах XX века на Оболони работали учёные-археологи А. А. Пионтковский и В. Е. Козловская, первая украинская женщина-археолог. В результате в Национальном музее истории Украины сохранилось множество обломков глиняной посуды разного периода, собранной на берегу Почайны в 1910—1938 гг. Например, археологом Петром Куринным в 1938 г.

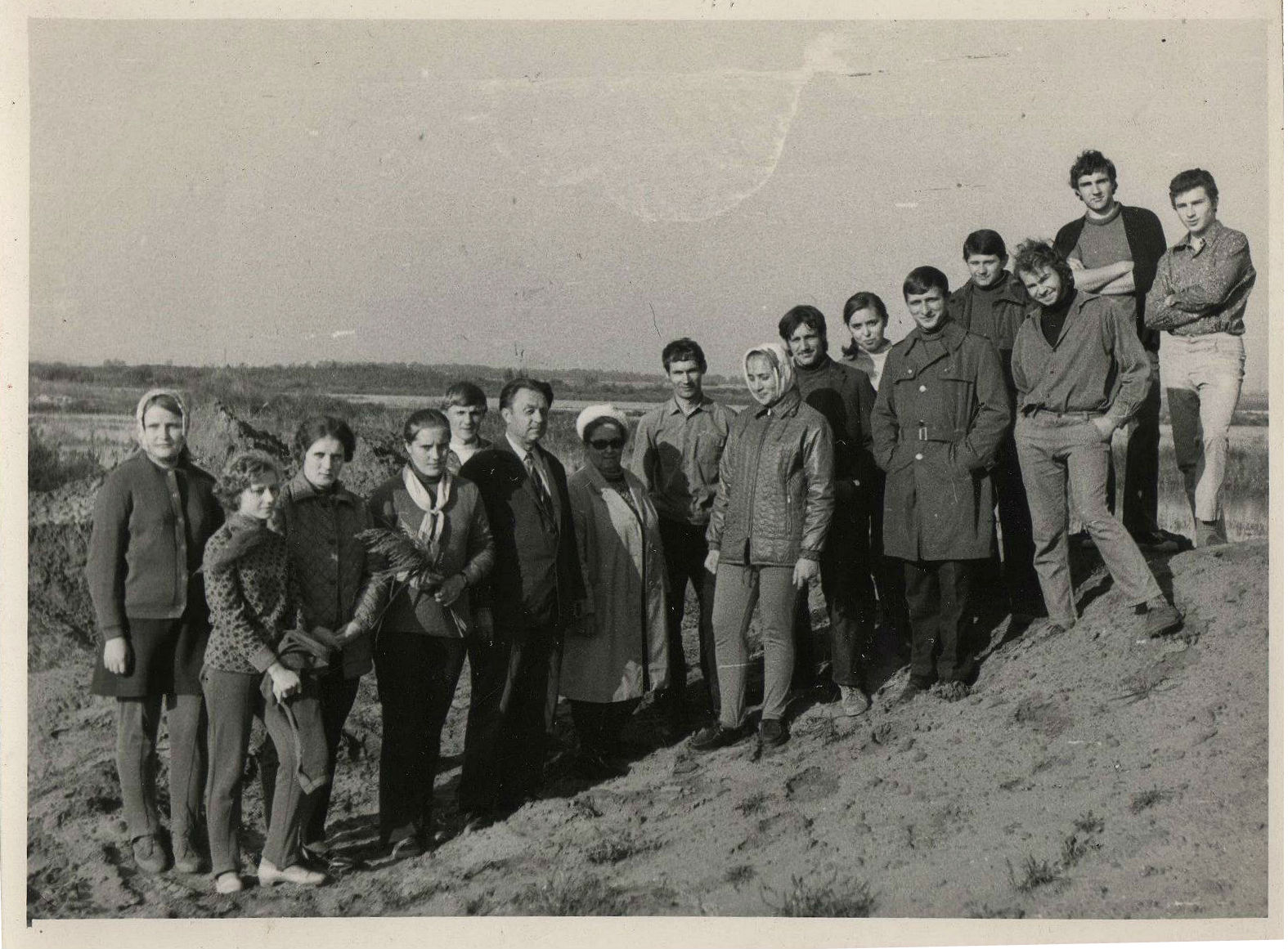
На раскопках у Почайны: посередине — археологи Шовкоплясы: Анна Михайловна и Иван Гаврилович, также школьники и студенты, участвовавшие в раскопках

Некоторым из оболонских артефактов не находили аналогов больше нигде в Киеве, что, безусловно, привлекало на заливные луга возле Почайны новых исследователей.
Перед проведением гидронамывных работ по строительству жилого массива Оболонь в 1965—1974 годах на берегах Почайны под эгидой Национального музея истории Украины проводились основные археологические раскопки. Работы проходили под руководством сотрудника этого музея, учёного-археолога Анны Шовкопляс и при участии её мужа — профессора Ивана Шовкопляса, ведущего специалиста в сфере верхнего палеолита Украины, одно время исполнявшего обязанности директора Института археологии НАН Украины, создателя Археологического музея НАН Украины. Помогали в раскопках учащиеся 8 класса киевской школы № 8, студенты Киевского государственного университета им. Т. Г. Шевченко, Киевского государственного педагогического университета и даже сотрудники строительного участка № 6, где и проходили основные изыскания.
В первые же года разведок и раскопок археологи Шовкоплясы сделали вывод о постоянном (хотя и сезонном) заселении правого берега реки Почайны ещё со времён развитого неолита (IV — первая половина III тыс. до н. э., урочище «Луг»), а затем — в эпоху позднего неолита, меди-бронзы и далее.
В частности, ими были найдены глиняные пряслица конической формы, аналогичные тем, что были обнаружены в районе Кирилловской стоянки (ул. Кирилловская, № 59—61). Также найдены обломки глиняной посуды, относящейся к началу железного века — чернолесской культуры VIII—VII века до н. э., аналогичной собранным в Суботовском городище на Черкащине и пр.
На берегу Почайны археологи Шовкоплясы обнаружили поселения, относящиеся к разному временному периоду. Так, на песчаном возвышении 100×50 м² возле реки ими было зафиксировано поселение бронзового века (первая половина III тыс. до н. э.). А на запад (прим. 800 м) от правого берега Почайны на поверхности небольшого возвышения 200×100 м² — остатки неукреплённого поселения VII—VI ст. до н. э., относящегося к переходному периоду от чернолесской культуры к раннескифскому периоду. На территории Киева подобных поселений раньше не находили. Впрочем, по мнению археологов, это ещё были временные или сезонные поселения. А длительное заселение правого берега Почайны началось на рубеже нашей эры.

#### Древнее поселение II до нашей эры — середина II века нашей эры
Археологи Шовкоплясы нашли большое поселение зарубинецкой археологической культуры, постоянно существовавшее на Оболони на берегу реки со II века до нашей эры до середины II века нашей эры (частично и III век нашей эры). По сей день оно является самым большим среди аналогичных (используемая площадь — 25 000 м²) и наиболее изученным. Сейчас на месте этого поселения (в материалах раскопок значится как «Луг 4») находится школьный спортивный комплекс, занимающий центральную часть древнего поселения. В целом оно тянулось 500 м вдоль берега Почайны при ширине 200 м, было ориентировано с юго-запада на северо-восток. Основной планировочной единицей поселения были жилища, расположенные в виде вытянутого овала и находившиеся на наиболее возвышенных участках местности (такое расположение жилищ на территории Киева встречалось впервые).
В официальных отчётах-публикациях Анна Шовкопляс подчёркивала, что в расположении жилищ чётко прослеживалась система застройки. В поселении было исследовано три замкнутых овала с 66 жилищами, расположенных рядом друг с другом. Овалы соприкасались, создавая форму, подобную трилистнику. Впоследствии археологи и историки, изучавшие оболонское поселение на основании отчётов и публикаций Анны Шовкопляс, пытались найти собственное объяснение расположению жилищ (не овалы, а круги), либо же опровергнуть зафиксированные при раскопках детали (не 66 жилищ, а меньше). Но археологические изыскания на месте древнего поселения после гидронамыва песка (5 м) при строительстве Оболони больше не проводились.
Описание древнего поселения и особенностей быта её жителей, согласно отчётам Анны Шовкопляс:
Все жилища были столбовой конструкции, площадью 12—20 м², углублённые в землю на 0,35—0,70 м. Большая часть стен находилась над поверхностью земли, в целом они были, скорее всего, не выше 2 м. Крыши в жилищах были двускатные, а стены — оплетены лозою и обмазаны глиной.
Хотя плотность застройки древнего поселения была очень высокой (дома строили почти стенка к стенке), лишь в одном случае произошло наложение, когда при строительстве нового жилища был захвачен участок старого.
Очаг (диаметром 1 м) располагался на полу жилища в одном из дальних углов либо в его центре. Он использовался не только для обогрева жителей, но и для приготовления пищи на огне и углях.
Рядом с жилищами археологи нашли 918 хозяйственных ям: круглые — диаметром 0,5—1,0 м, овальные — длиной 0,8—2,3 м, шириной 0,6—1,6 м; глубина ям составляла 0,45—1,6 м.
Всего в жилищах, ямах и культурном слое археологами было собрано более 25 тыс. разнообразных находок, в том числе железные изделия, бронзовые, керамические, остатки и отпечатки костей животных и рыб, которые затем были тщательно изучены профильными экспертами.
Жители древнего поселения разводили скот и занимались охотой. Среди найденных костей животных (1636 шт.) большинство принадлежало домашним животным и птицам: бык, овца, коза, свинья, лошадь, собака, курица и куропатка. Объектами охоты были благородный олень, лось, дикая свинья, зубр и косуля. Охотились и на птицу: серую куропатку и лысуху. Также в поселении попадались кости медведя, выдры и бобра.
На территории поселения найдены остроги, рыболовные крючки и около 200 шт. глиняных рыболовных дисков-сковородок диаметров около 20 см. Это говорит о том, что древние жители Оболони активно занимались рыболовством. Ловили: сома, сазана, судака, щуку, леща и даже осетровых.
Судя по отпечаткам растительного происхождения, сохранившимся на глиняной посуде, наибольшее значение в быте жителей поселения имело просо, на втором месте стоял зерновой ячмень, затем шла пшеница. Также использовалась рожь и овёс, горох и вика. В поселении были найдены серпы, что свидетельствует о занятии земледелием.
В древнем поселении на Оболони было развито ремесленничество. Археологи нашли множество разнообразных изделий. Из глины: горшки и крышки, миски и кружки, кувшины и сковородки, зерновики, а также пряслица, льячки. Из железа: ножи, шила, фибулы, пряжки, а также шпора латенского типа с круглым шипом и широко раскрытой дугою. Украшения из медно-оловянной бронзы: фибулы и трапециевидные подвески, браслеты, колечки. Также были найдены несколько обломков украшений из кости и пастовые бусины (имеют округлую, цилиндрическую дисковидную форму, изготавливались из белой или голубой стеклянной пасты).
Жители оболонского поселения вели активную торговлю с разными народами. В поселении были собраны многочисленные обломки глиняной посуды разных культур с разных территорий. Например, речь идёт об античных амфорах разного типа (I век до н. э. — I век н. э.), что свидетельствуют о взаимоотношениях с городами Южного Причерноморья.

#### Древнее поселение II—III века нашей эры
Судя по находкам археологов, жизнь в древнем оболонском поселении не прекращалась и в поздний период зарубинецкой культуры, до III в. н. э.
Несколько найденных жилищ, хозяйственных ям и множество предметов быта относилось именно к этому периоду. В отличие от более ранних находок, в таких жилищах очаги (диаметром около 1 м) возвышались над поверхностью земли на 10—15 см и представляли собой округлое уплотнение из глины, камней и обломков посуды. Среди найденных предметов быта выделяется уникальная бронзовая подковообразная фибула со скобой, на щитке которой сохранился чеканный круг со вписанным в него крестом, ранее заполненный эмалью.

#### Древнее поселение V—VI века
На берегу Почайны в 1969 году археологами Шовкоплясами было открыто и поселение пражской (корчакской) культуры (V—VI вв.), аналогичных которому ранее на территории Киева не находили.
Оно состояло из трёх жилищ, ориентированных углами по сторонам света, с характерными для пражской культуры печами-каменками. Жилища, располагавшиеся на расстоянии 19 м друг от друга, находились в северной части большого поселения зарубинецкой культуры (сейчас начало ул. Богатырской).
Жилища были прямоугольные со сторонами 3,6×3,1 м, а также 3,2×3,2 м и 4,7×3,3 м, углублённые на 0,3—0,4 м. Печи располагались на расстоянии 5—10, 10—30 и 40 см от одной из стен и были сложены, по определению присутствовавшего на раскопках советского археолога Пидопличко Ивана Григорьевича, из серого (или крупнозернистого) гранита и полтавского (или харьковского) песчаника. В конструкцию печей входили найденные внутри них два глиняных «хлебца» округлой формы. Первый — диаметром 8,5—9,5 см, высотой 5 см; второй — диаметром 7—7,5 см, высотой до 4,8 см. Аналогичные хлебцы находили в селе Корчак Житомирской области, где они также входили в конструкцию печей.
В поселении найдено большое количество глиняной посуды. Например, лепные горшки высотой 9,5—24 см с горизонтально срезанной горловиной, которая всегда больше дна. Поверхность светло-коричневого или тёмно-серого цвета. На обломках посуды сохранились отпечатки ткани — полотняное плетение. Аналогичную посуду археологи находили в поселениях корчакского типа, в раннем слое поселения Лука Райковецкая. Близка она и к посуде пражского типа I стадии, которую относят ко второй половине V столетия нашей эры.
Археологи отмечали, что на территории пражского поселения встречались обломки посуды и более ранних периодов, но это потому, что жилища периода пражской культуры перекрывали более ранние памятники.
Поселение пражской культуры на Оболони признано ведущими специалистами в этой сфере. Гавритухин Игорь Олегович, старший научный сотрудник Отдела археологии эпохи великого переселения народов и раннего средневековья ИА РАН в сводную таблицу вариантов керамики типа Корчак включил и посуду из поселения на Оболони.
Славянская принадлежность памятников пражской (корчакской) культуры не вызывает сомнений у исследователей. Оболонское поселение пражской культуры имеет важнейшее значение для ранней истории Киева, потому что заполняет пустующее звено в его развитии, от первых столетий нашей эры (зарубинецкой культуры) до того времени, как он стал центром полянского объединения в Среднем Поднепровье.

## Современное состояние

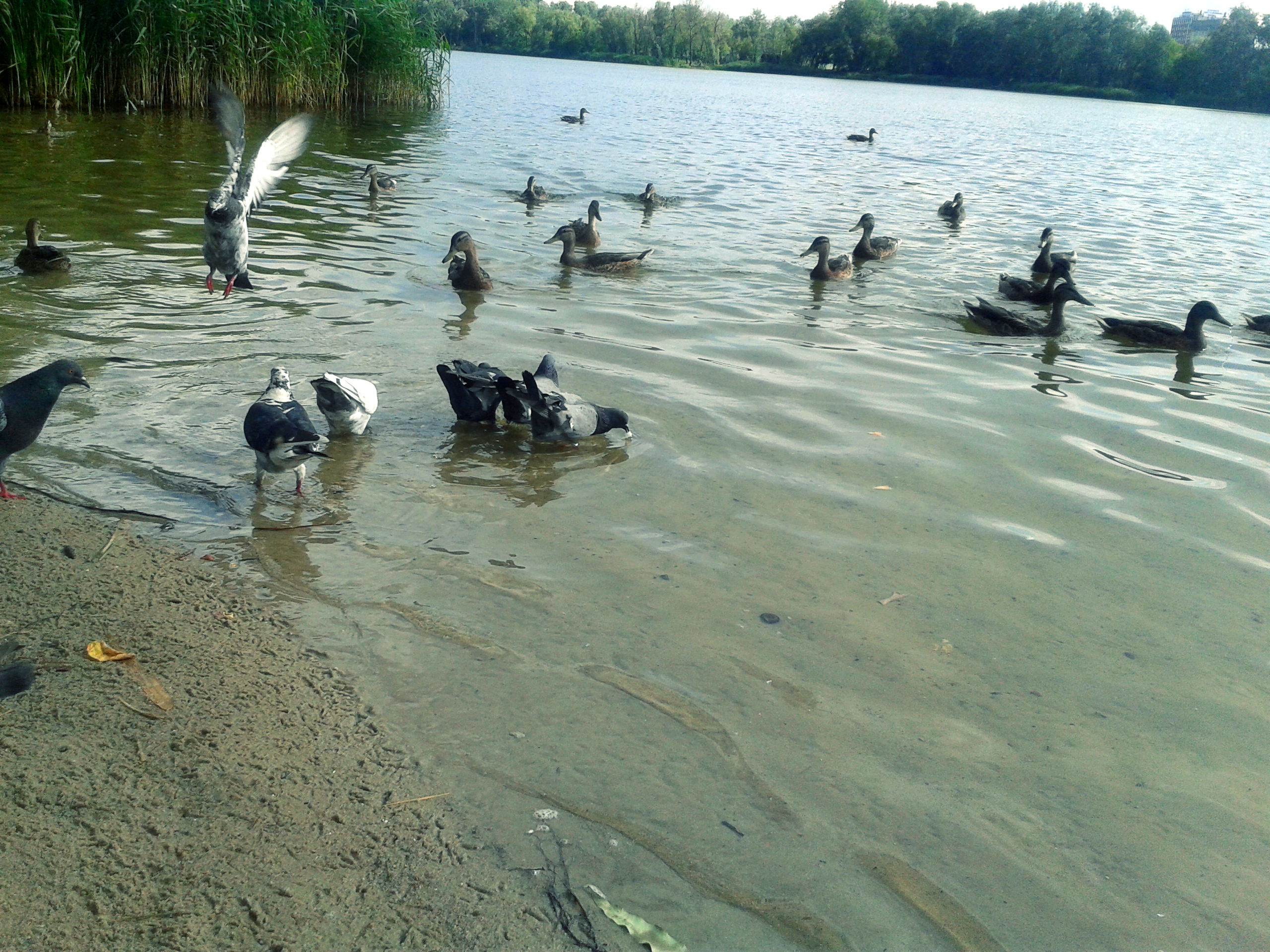
Озеро Иорданское — часть русла реки Почайна, сейчас — система озёр Опечень (Оболонь, Киев)

На сегодняшний день русло реки представлено системой озёр Опечень, соединённых между собой коллекторами (диаметром 1,2 м). Ниже системы озёр на участке под проспектом Степана Бандеры часть русла (около 270 м) проходит в подземном коллекторе. На поверхность земли Почайна вновь выходит с противоположной стороны проспекта Степана Бандеры в небольшом зелёном массиве справа от ТОЦ «Плазма» (пр. Степана Бандеры, 12).
Затем река, которая в этом месте выглядит как небольшой и захламлённый (по состоянию на 2016 год, до начала работ по ревитализации) ручей, протекает промышленным районом до тупика улицы Вербовой, где поворачивает к Днепру и, проходя вдоль насыпи Северного железнодорожного полукольца, впадает в залив Волковатый, в ту его часть, которая фактически является озером, отделённым от оставшейся части залива дамбой Набережно-Рыбальской дороги.
За насыпью железной дороги и улицей Электриков находится средняя часть русла Почайны, которая сейчас отделяется от Днепра Рыбальским островом (полуостровом). В конце XIX в. она представляла собой мелкий заиленный залив, называвшийся Оболонским. В 1897—1899 годах в этом заливе проведены масштабные гидротехнические работы по устройству новой гавани Киевского речного порта согласно проекту инженера Николая Максимовича.
Историки неоднократно подчёркивали, что гавань — это часть Почайны, с которой река потеряла сообщение в результате строительства Северного железнодорожного полукольца. Но окончательно современный её вид — система озёр Опечень — был сформирован в результате проведения гидронамывных работ по строительству Минского района Киева (позже переименован в Оболонский район).
В 1967 году, узнав о планировавшейся застройке Оболони, Николай Шарлемань, учёный-зоолог, известный киевский краевед, историк, совместно с архитектором П. А. Долищинским выступил с призывом «Сохраним Почайну!», разместив соответствующую публикацию в газете «Вечерний Киев». В то время подобные публичные выступления привлекали внимание руководителей города. Поэтому 23 апреля 1967 г. на имя авторов публикации пришло письмо из Управления по делам строительства и архитектуры Киевского горисполкома за подписью главного архитектора Бориса Приймака, в котором указывалось, что публикация была «внимательно рассмотрена», и выяснилось, что Почайна после строительства гавани и железнодорожной дамбы создала озеро Опечень. Было решено расширить озеро и приток в него Почайны, создать специальную зелёную зону в связи с намывом Оболони — нового жилого массива. Этот проект соответствовал желанию авторов сохранить Почайну.
Однако в итоге нижняя часть большого озера Опечень была засыпана, а верхняя разделена веткой метро на две части: озёра Иорданское и Кирилловское. В верховье части русла реки также были засыпаны (например, намывалась площадка для строительства пивзавода «Оболонь»), и она окончательно превратилась в цепь озёр, связанных между собой системой подземных коллекторов или не связанных вообще.
В 2002 году озёра системы Опечень, согласно приказу Киевской городской государственной администрации № 200, были переданы в ведение Коммунального предприятия «Плесо» не как остатки реки, иной водный объект, а как «открытая дренажная система». После этого озёра получили спорный статус «технических водоёмов», их стали постепенно засыпать ради строительства различных объектов инфраструктуры.
В результате киевские учёные, краеведы, исследователи разных лет не единожды били тревогу, рассказывая, как река Почайна теряется буквально по частям, и так же исчезает память о ней.

…Всё это привело в свою очередь к очень быстрому упадку остатков реки: в десятые года XX столетия верхняя часть реки представляла собой два озера с яркими признаками заболоченности, соединённых уже очень узким проливом, но в [19]20-е годы в средней части Почайны (которая теперь стала устьем), в районе урочищ Наталка и Оболонь, её переезжали ещё лодкой, а в 30-е года переходили уже вброд, теперь эта часть реки исчезла совсем, и остался только незначительный её отблеск возле самого её истока в виде небольшого ручья и озера. Притоки Почайны Глубочица, Западинка, Сырец, Коноплянка, Куриный Брод и др. или засыпаны землёй, или взяты в коллектор.
— Железняк И. М. Київський топонімікон. — 2014.
Название Почайнинской улицы на Подоле, безусловно, связано с Почайной, однако приводимое в некоторых источниках утверждение, что улица проложена на месте бывшего русла Почайны, является, по-видимому, ошибочным предположением, поскольку оно не согласуется с данными о расположении русла из большинства других источников (см. раздел «Летописные времена»). Впрочем, название улицы — Почайнинская — относительно новое, используется со второй половины 1940-х годов. Вплоть до начала 1970-х годов в официальных документах применялось старое название улицы — Почаевская, под которым она была известна с 1810-х годов.

## Притоки
- Сырец — правый приток Почайны, с давних пор[94] впадающий в озеро Долгое, оно же Кирилловское, Опечень, Пичаня, Печань, соединённое (объединённое) с озером Иорданским. На плане полковника Ушакова 1695 года Сырец впадает в озеро и через него (пуктирной линией) прямо в Днепр. Сырец частично заключён в подземный коллектор, вытекает на поверхность рядом с озером Кирилловским, в которое впадает. Имеет притоки (заключены в коллекторы): Западинка, Куриный Брод.
- Глубочица
- Сетомль (Сетомля)